# Łąkówka krasnobrzucha
Łąkówka krasnobrzucha (Neophema chrysogaster) – gatunek średniej wielkości ptaka z rodziny papug wschodnich (Psittaculidae), podrodziny dam (Loriinae). Gniazduje jedynie w zachodniej Tasmanii, zimuje w południowej Australii. Krytycznie zagrożony wyginięciem.

## Taksonomia
Gatunek opisał po raz pierwszy John Latham w 1790. Nadał mu nazwę Psittacus chrysogaster. Holotyp pochodził z bliżej nieokreślonej lokalizacji na Tasmanii. Obecnie (2020) IOC umieszcza gatunek w rodzaju Neophema. Monotypowy.

## Morfologia
Długość ciała w przedziale 20–21 cm. Średnia masa ciała 42 g. Wymiary szczegółowe: długość skrzydła 106–113 mm, ogona 95–110 mm, dzioba 10–12 mm, zaś skoku 15–17 mm. Występuje nieznaczny dymorfizm płciowy. Samicę wyróżnia bardziej matowe upierzenie i mniejsza barwna plama na brzuchu. Ogólnie upierzenie trawiastozielone. Z przodu głowy pozioma niebieska kreska, kończąca się na oku; na jej skrajach kolor blednie. Wierzch głowy i kantarek żółtozielony. Krawędź skrzydła porastają pióra niebiesko-zielone. Wewnętrzne pokrywy skrzydłowe zielone, pozostałe niebieskie, z wyjątkiem granatowych pokryw lotek I rzędu. Lotki czarne, chorągiewki zewnętrzne niebieskie z wyraźnym żółtymi krawędziami. Bliższe ciału lotki II rzędu na chorągiewkach zewnętrznych zielono obrzeżone. Pierś zielona, barwa przechodzi w tył od żółtozieloną i żółtą (na pokrywach nadogonowych). Na brzuchu wyraźna pomarańczowa plama. Sterówki leżące z wierzchu niebieskie, boczne (przy złożonym ogonie niewidoczne od góry) żółte z niebieskawozielonymi nasadami. Dziób czarny, tęczówka ciemnobrązowa, nogi szare.

## Zasięg występowania
Gatunek wędrowny. Gniazduje jedynie w południowo-zachodniej Tasmanii, według danych z 2014, jedynie w okolicach wioski Melaleuca. Zimuje wzdłuż wybrzeża (do około 10 km od brzegu) od południowo-wschodniej Australii Południowej do południowej części Wiktorii. Ptak zimował również w Nowej Południowej Walii, ostatnia obserwacja (stan na 2014) miała miejsce w 2003, kiedy dostrzeżono dwa osobniki. Od końca lat 80. XIX w. do 1907 łąkówka krasnobrzucha występowała także w okolicach Sydney; stwierdzano wtedy lęgi. Część populacji zostaje na Tasmanii cały rok.
W sezonie lęgowym występuje głównie w lesie eukaliptusowym, gdzie rośnie np. Eucalyptus nitida czy E. ovata; do tego na wrzosowiskach. W zimie na zalesionych wybrzeżach; może przemieszczać się celem szukania pożywienia np. na słone mokradła i inne środowiska z obecnością halofitów, jak soliród (Salicornia), Arthrocnemum (komosowate), sit (Juncus), sodówka (Suaeda).

## Zachowanie
Łąkówka krasnobrzucha odzywa się charakterystycznym brzęczeniem, powstającym poprzez powtarzanie ostrego cziter–cziter. Prócz tego wydaje z siebie miększe, dzwoniące dźwięki. Migracje odbywają się głównie w nocy; stwierdzano drapieżnictwo ze strony sokołów wędrownych (Falco peregrinus), co wskazuje na aktywność wędrówkową również za dnia. N. chrysogaster, zwłaszcza w lecie, odżywia się głównie nasionami traw, na przykład Lepyrodia tasmanica i Eurychorda complanata.

## Lęgi
Okres lęgowy trwa od października do marca lub kwietnia (według autorów HBW od listopada do grudnia). Gniazdo mieści się w dziupli eukaliptusa na wysokości 8–25 m, niekiedy używanej kilka lat z rzędu; ptaki mogą połączyć się w parę na całe życie. W zniesieniu 3–6 jaj. Inkubacja trwa 21 dni. Wysiaduje jedynie samica, karmiona wówczas przesz samca. Młode są w pełni opierzone po 30 dniach od wyklucia.

## Status i zagrożenia
IUCN klasyfikuje gatunek jako krytycznie zagrożony wyginięciem (CR, Critically Endangered). Ranga utrzymuje się od 2000 roku; wcześniej, w latach 1994 i 1996, łąkówce krasnobrzuchej przypisano status zagrożonej (EN, Endangered).
W roku 2010 szacowano, że gatunek wymrze na wolności w ciągu 3–5 lat. Prócz niewysokiego sukcesu lęgowego łąkówkom krasnobrzuchym zagraża niszczenie środowiska na zimowiskach poprzez dostosowywanie terenu do potrzeb rolnictwa. Do tego wprowadzone drobne ziarnojady konkurują o pokarm z tymi papugami. N. chrysogaster pada ofiarą kotów, szczurów; jaja lub pisklęta i młode mogą być zjadane przez kurawongi tasmańskie (Strepera fuliginosa), węże i lotopałanki karłowate (Petaurus breviceps) – nawet, gdy lęg znajduje się w budce. Dodatkowym zagrożeniem jest PBFD. Podczas epidemii PBFD w 2015 zarażonymi okazało się 19 spośród 26 zbadanych piskląt wyklutych na wolności.
W sezonie lęgowym nie każda samica przystępuje do rozrodu; niekiedy niemal połowa zdawała się być bierna. W blisko 79% gniazd pisklęta dochodzą do etapu opierzenia. W latach 1990–2006 w okolicach Melaleuca średnia przeżywalność młodych wynosiła 56%, dorosłych – 65%. Młode dorastające w latach 1990–1999 przeżywały średnio 2,2 roku. W 2014 w naturze żyło około 50 ptaków, w maju 2014 w niewoli było ich 320. W niewoli sukces lęgowy niższy; występuje nierówny stosunek płci młodych, w latach 2007 do 2013 około 30% piskląt stanowiły samce. W naturze prawdopodobnie nastąpił spadek różnorodności genetycznej, który biorąc pod uwagę małą populację, może postępować. W latach 2005–2006 z niewyjaśnionych przyczyn umarło 40 młodych odchowanych w niewoli; prawdopodobnie wystąpiła infekcja wirusowa.
Od 1978 w Melaleuca ptaki są obrączkowane, a populacja monitorowana. W 1983 powołano Orange-bellied Parrot Recovery Team. Regularnie podejmowane są badania terenowe w obszarach poza znanym zasięgiem gatunku. W okolicy Melaleuca, w Birchs Inlet, w latach 1991–1994 wypuszczono 38 osobników odchowanych w niewoli. W grudniu 2013 nieopodal Melaleuca 24 ptaki dołączyły do nowej populacji. Rozpoczęto program rozrodu w niewoli nadzorowany przez Zoos and Aquarium Association of Australia.
W czerwcu 2012 w ośrodkach w kontynentalnej części Australii i na Tasmanii znajdowało się około 200 ptaków; za cel programu uznano uzyskanie populacji 350 ptaków w latach 2016–2017. Na początku grudnia 2015 roku w ośrodku w Taroona (Tasmania) 14 ptaków zostało zabitych przez szczury; przez wcześniejsze 2 miesiące zginęły dwa inne ptaki. Według Matthew Grooma (w momencie zdarzenia Minister for Environment, Parks and Heritage; brak dokładnego polskiego odpowiednika) wieść o śmierci tych ptaków została poważnie przyjęta przez tasmański rząd.